# Варвары (опера)
«Ва́рвары» (фр. Les Barbares) — лирическая трагедия в трёх действиях с прологом Камиля Сен-Санса, написанная на либретто Викторьена Сарду и П. Б. Гёзи. Премьера состоялась 23 октября 1901 года в парижском театре Гранд-опера.

## Действующие лица
- Маркомир (тенор)
- Рассказчик (бас)
- Скавр (бас)
- Страж (тенор)
- Хильдибрат (баритон)
- Флория (сопрано)
- Ливия (меццо-сопрано/контральто)
- Верховный жрец (бас)
- Германцы, легионеры, римляне, горожане Оранжа, весталки, женщины, дети.

## Содержание
Действие происходит в Оранже в I веке до н. э. во время германского вторжения.

### Пролог
По традиции рассказчик вводит в действие спектакля: в первом веке до нашей эры германские племена вторглись в Галлию…

### Первое действие
В амфитеатре города Оранжа женщины, собравшиеся вокруг жрицы Флории, хранительницы огня богини Весты, молят богов спасти город от варваров. Страж приносит новость о гибели консула Эвриала, мужа Ливии, которая клянется отомстить за него несмотря на то, что легион под предводительством Скавра был разбит. Варвары, возглавляемые Хильдибратом и Маркомиром, врываются в театр, угрожая убить или поработить римлян. Внезапно Маркомира охватывает религиозный страх перед священным огнём — пораженный красотой жрицы он приказывает своим воинам отступить.

### Второе действие
Разгневанная Ливия хочет найти убийцу мужа, в то время как Флория уговаривает её отказаться от этой мысли и вознести хвалу Весте за спасение города. Тем не менее Ливия понимает, что своим спасением римляне обязаны внезапно вспыхнувшей любви Маркомира к жрице. В то же время избежавший смерти Скавр пытается собрать войска и возобновить битву, но его останавливает Флория, уверенная в милосердии Маркомира. Врывается Хильдибрат со своими воинами, он готов убить Скавра, но вмешательство Маркомира, уступившего мольбам Флории, спасает его. Маркомир требует, чтобы в ответ Флория дала обещание — в случае обратной угрозы она не допустит резни. Встревоженная военными призывами, что начинают вновь звучать по городу, а также впечатленная силой Маркомира, Флория в конце концов оставляет любое сопротивление.

### Третье действие
Варвары, нагруженные трофеями, покидают город, в то время как Скавр приносит жертвы богам-освободителям. Праздник заканчивается танцами и играми. Флория готова отправиться в путь с Маркомиром, но прежде она признается, что предала культ Весты, и народ, в первую минуту настроенный враждебно, все же возносит ей должное и дарит свободу. Но Ливия не оставляет план мести, она уверена, что Маркомир убил её мужа, и чтобы убедиться в этом, идет на хитрость, заявляя, что Эвриал был застрелен в спину. Разгневанный таким оскорблением, Маркомир кричит, что поразил противника прямо в сердце. Ливия выхватывает кинжал и вонзает его в грудь воина, чья смерть становится платой за смерть Эвриала и непочтительность к Весте.

## Реакция современников и критика
«Варвары» были встречены критикой довольно сочувственно, но истинного успеха не имели. Дебюсси отозвался о «Варварах» насмешливо, обвинив композитора в стремлении за внешним эффектомН. Римский-Корсаков считал, что опера очень плоха. Критики отмечали в музыке оперы холодность и равнодушие, а заметные шаги навстречу новым течениям, выраженные применением хроматизмов, побочных септаккордов и нонаккордов, гармонических наслоений назвали полуироническими уступками моде.
Мартин Купер отметил, что «Варвары» — неудача, так как их музыка — не в русле естественных стремлений композитора.

## Запись
Saint-Saëns, Les Barbares, Лоран Кампеллоне, Лирический хор и Симфонический оркестр Сен-Этьен Луар, Ediciones Singulares, 2014